# Nurste
Nurste es una localidad del condado de Hiiu, Estonia, con una población censada a final del año 2011 de 42 habitantes. 
Se encuentra ubicada en la isla de Hiiumaa (archipiélago Moonsund), al noroeste del país, junto a la costa del mar Báltico y a poca distancia al norte de la isla de Saaremaa.